# Vergo
Vergo is een plaats en voormalige gemeente in de stad (bashkia) Delvinë in de prefectuur Vlorë in Albanië. Sinds de gemeentelijke herindeling van 2015 doet Vergo dienst als deelgemeente en is het een bestuurseenheid zonder verdere bestuurlijke bevoegdheden. De plaats telde bij de census van 2011 1844 inwoners.